# Пряничный соус
Пряничный соус (нем. Lebkuchensauce, нем. Pfefferkuchensauce) — группа родственных блюд силезской, немецкой, чешской, польской и ашкеназской еврейской кухни; соус ко вторым блюдам (реже — десертный соус), основным ингредиентом которого являются мелко покрошенные и размоченные в овощном бульоне или молоке и сливках пряники. В Германии для приготовления соуса используются специальные соусные пряники, но в качестве их замены можно использовать и обыкновенные.
В пикантном варианте основой для соуса является овощной бульон из пастернака, сельдерея и моркови. В приготовленный бульон добавляют накрошенный пряник. Для придания дополнительных оттенков вкуса, в соус добавляют некрепкое пиво или мясной бульон, толчённый миндаль, изюм, иногда мелко нарезанный бекон. В зависимости от выбранного рецепта, пряничный соус может быть как достаточно жидким, так и густым, как каша.
Получившийся соус подают к белым колбаскам (вайсвурст), силезским картофельным клёцкам, карпу (вариант, особенно популярный в Австрии и Чехии), а также другим мясным и рыбным блюдам. Гарнирами нередко служат картофель и квашеная капуста.
Традиционным, особенно в Силезии, является подавать пряничный соус на стол в сочельник, поэтому его также называют рождественским соусом (нем. Weihnachtssauce).
Кроме того, в Германии пряничный соус может называться польским соусом (нем. Polnische Sauce), тогда как в России и на постсоветском пространстве польским соусом называется совершенно другое блюдо.
Среди других немецких названий различных вариантов этого блюда: коричневый соус (нем. Braune Sauce) и богемский соус (нем. böhmische Sauce).
В сладком варианте мелко накрошенные пряники смешивают с горячим молоком и взбитыми вручную сливками, и используют в качестве топпинга для сладких блюд.
В ашкеназской кухне пряничный соус используется для приготовления одного из вариантов блюда эсик флейш — говядины в пряничном соусе. При дальнейшем переселении евреев-ашкеназов на восток толчённые пряники стали заменять более доступным чёрным хлебом.
Пряничный соус является одним из задокументированых старинных немецких блюд. Рецепт пряничного соуса можно найти в Кёнигсбергском кулинарном манускрипте, который был создан в конце XV века, и включает в себя 34 рецепта, использовавшихся на замковых кухнях Тевтонского ордена.